# Кагань
Кага́нь — село в Україні, у Конотопському районі Сумської області. Населення становить 43 осіб. До 2018 орган місцевого самоврядування — Стрільниківська сільська рада.

## Географія
Село Кагань знаходиться на лівому березі річки Клевень, вище за течією на відстані 4,5 км розташоване село Стрільники, нижче за течією на відстані 4 км розташоване село Яцине, на протилежному березі — село Волокитине. Річка в цьому місці звивиста, утворює лимани, стариці і заболочені озера.

## Історія
12 червня 2020 року, відповідно до розпорядження Кабінету Міністрів України № 723-р «Про визначення адміністративних центрів та затвердження територій територіальних громад Сумської області», село увійшло до складу Путивльської міської громади.
19 липня 2020 року, в результаті адміністративно-територіальної реформи та ліквідації Путивльського району, увійшло до складу новоутвореного Конотопського району.

## Населення
Згідно з переписом УРСР 1989 року чисельність наявного населення села становила 40 осіб, з яких 17 чоловіків та 23 жінки.
За переписом населення України 2001 року в селі мешкали 43 особи.

### Мова
Розподіл населення за рідною мовою за даними перепису 2001 року:
| Мова       | Чисельність | Відсоток |
| ---------- | ----------- | -------- |
| українська | 36          | 83,72%   |
| російська  | 7           | 16,28%   |
| Усього     | 43          | 100%     |